# Louis Vuitton Cup 1992
Der 3. Louis Vuitton Cup fand 1992 in San Diego, Kalifornien (USA) statt. Der Sieger, Il Moro di Venezia (ITA), gewann das Recht als Herausforderer (challenger) im 27. America’s Cup des Jahres 1992 gegen den Verteidiger (defender) America (USA) anzutreten.

## Die Segel-Teams
| Nation     | Segel-Team                      | Segel-Club                         | Skipper       | Yachten |
| ---------- | ------------------------------- | ---------------------------------- | ------------- | ------- |
| Italien    | Il Moro di Venezia              | Compagnia della Vela               | Paul Cayard   | ITA-25  |
| Australien | Australian Challenge            | Cruising Yacht Club of Australia   | Syd Fischer   | AUS-17  |
| Australien | Spirit of Australia             | Darling Harbour Yacht Club         | Peter Gilmour | AUS-21  |
| Spanien    | Desafio Español Copa America    | Monte Real Club de Yates de Bayona | Pedro Campos  | ESP-22  |
| Frankreich | Le Defi Francais 95             | Yacht Club de Séte                 | Marc Pajot    | FRA-27  |
| Japan 1870 | Nippon Challenge                | Nippon Ocean Racing Club           | Chris Dickson | JAP-26  |
| Neuseeland | New Zealand Challenge           | Mercury Bay Boating Club           | Rod Davis     | NZL-20  |
| Schweden   | Swedish America’s Cup Challenge | Stenungsbaden Yacht Club           | Gunnar Krantz | SWE-19  |

## Round Robin (RR)
| Team-Name                       | Wettfahrten | Siege | RR1 Punkte | RR2 Punkte | RR3 Punkte | Gesamtpunkte | Rangfolge |
| ------------------------------- | ----------- | ----- | ---------- | ---------- | ---------- | ------------ | --------- |
| Nippon Challenge                | 21          | 18    | 6          | 20         | 56         | 82           | 1         |
| New Zealand Challenge           | 21          | 18    | 6          | 28         | 40         | 74           | 2         |
| Il Moro di Venezia              | 21          | 16    | 5          | 24         | 40         | 69           | 3         |
| Le Defi Francais 95             | 21          | 14    | 5          | 16         | 40         | 61           | 4         |
| Desafio Español Copa America    | 21          | 7     | 2          | 12         | 16         | 30           | 5         |
| Spirit of Australia             | 21          | 7     | 3          | 8          | 16         | 27           | 6         |
| Swedish America’s Cup Challenge | 21          | 3     | 1          | 4          | 8          | 13           | 7         |
| Australia Challenge             | 21          | 1     | 0          | 0          | 8          | 8            | 8         |

## Final-Regatten

### Halbfinale
| Team-Name             | Wettfahrten | Siege | Rangfolge |
| --------------------- | ----------- | ----- | --------- |
| New Zealand Challenge | 9           | 7     | 1         |
| Il Moro di Venezia    | 9           | 5     | 2         |
| Nippon Challenge      | 9           | 3     | 3         |
| Le Defi Francais 95   | 9           | 3     | 4         |

### Finale
| Team Name             | 1        | 2        | 3        | 4        | 5        | 6        | 7        | 8        | 9        | Gesamtpunkte |
| --------------------- | -------- | -------- | -------- | -------- | -------- | -------- | -------- | -------- | -------- | ------------ |
| New Zealand Challenge | S (1:32) | N        | S (0:34) | S (2:26) | S (2:38) | N        | N        | N        | N        | 4            |
| Il Moro di Venezia    | N        | S (0:01) | N        | N        | N        | S (0:43) | S (0:53) | S (0:20) | S (1:33) | 5            |

S = Sieg, N = Niederlage